# Cranes
Pour les articles homonymes, voir Crane.
Cranes est un groupe de rock britannique, originaire de Portsmouth, en Angleterre. Le nom du groupe se réfère aux innombrables grues mécaniques (« crane » en anglais) qui dominaient le port de Portsmouth jusque dans les années 1990.
La constante caractéristique du groupe est le chant de la chanteuse Alison Shaw, frêle femme-enfant à la voix particulière, proche de celle de la chanteuse française Vanessa Paradis. Le style musical a évolué d'un rock gothique assez sombre et brutal, dominé par les guitares, à des ambiances plus feutrées et travaillées.

## Biographie

### Débuts (1989-1996)
Le groupe est formé en 1989 autour des frères et sœur Jim et Alison Shaw, lorsqu'Alison, revenant de l'université, découvre que son frère musicien a les mêmes goûts musicaux qu'elle. Le duo publie une cassette, Fuse, en 1986 et débute sur scène en 1987. Le groupe s'étoffe ensuite en recrutant Mark Francombe et Matt Cope. Un deuxième album, intitulé Self-Non-Self, sort en 1989 ; cette sortie mène le groupe à effectuer deux sessions pour John Peel et son émission sur la BBC Radio 1,.
Cet évènement accélère la carrière du groupe qui publie son album Wings of Joy et plusieurs EP : Inescapable (1990), Espero (1990), Adoration (1991) et Tomorrow's Tears (1991). Le groupe The Cure, séduit par ces disques, les recrute pour assurer la première partie de leur Wish Tour aux États-Unis et en Europe en 1992. Cette tournée inspire aux Cranes l'album Forever. Le titre de l'album est tiré du nom d'une chanson de The Cure, qui était alors régulièrement jouée lors des rappels. À au moins une occasion (à Dublin), Cranes a d'ailleurs rejoint The Cure sur scène lors du rappel pour interpréter ensemble cette chanson. La collaboration avec The Cure se poursuit au-delà de la tournée, quand Robert Smith produit un remix d'un des titres de l'album (Jewel, classé 29e des charts). Il existe différentes versions de ce disque. D'une part une version qui comprend un disque bonus de quatre titres, dont At Sea, Slide et deux versions instrumentales de Wings of Joy et Trumpet Song. L'autre version collector de Forever est un second disque de remixes des morceaux de l'opus en question.
L'album Loved, publié en 1994, s'inscrit dans la continuité de Forever. Il s'agit du dernier album dans lequel les guitares ont autant d'importance. À la suite de la tournée, le groupe enregistre La Tragédie d'Oreste et Électre (juin 1996), album basé sur la pièce de théâtre Les Mouches de Jean-Paul Sartre. Sur une musique originale du groupe, les textes de Sartre sont récités en français, langue qu'Alison a étudiée à l'université. L'album est un échec commercial.

### Population 4et pause (1997)
L'album Population 4, publié en 1997, marque une progression vers une musique de plus en plus accessible, apaisée et acoustique et un chant plus articulé d'Alison, qui permet de comprendre les paroles. L'album est enregistré entre 1995 et juin 1996. Pour la première fois, le groupe met à disposition les paroles des chansons. L'emploi du terme Fuck dans les paroles de Tangled Up déclenchera un débat entre les fans sur le forum officiel du groupe. Un peu plus tard, le groupe sort le livre Til the Star Shine (décembre 1998) qui reproduit une sélection de paroles de chansons.
En 1997, le groupe sort sa première compilation EP Collection, en double album.
L'année 1998 est une année sombre pour le public fidèle à The Cranes. À l'exception de trois concerts en Suisse, le groupe se met en hibernation et doit gérer des changements au sein de la formation (départ de Manu Ross et de Mark Francombe). Le groupe continue toutefois à assurer des concerts, mais au compte-goutte et en Europe uniquement,

### Retour (depuis 2001)

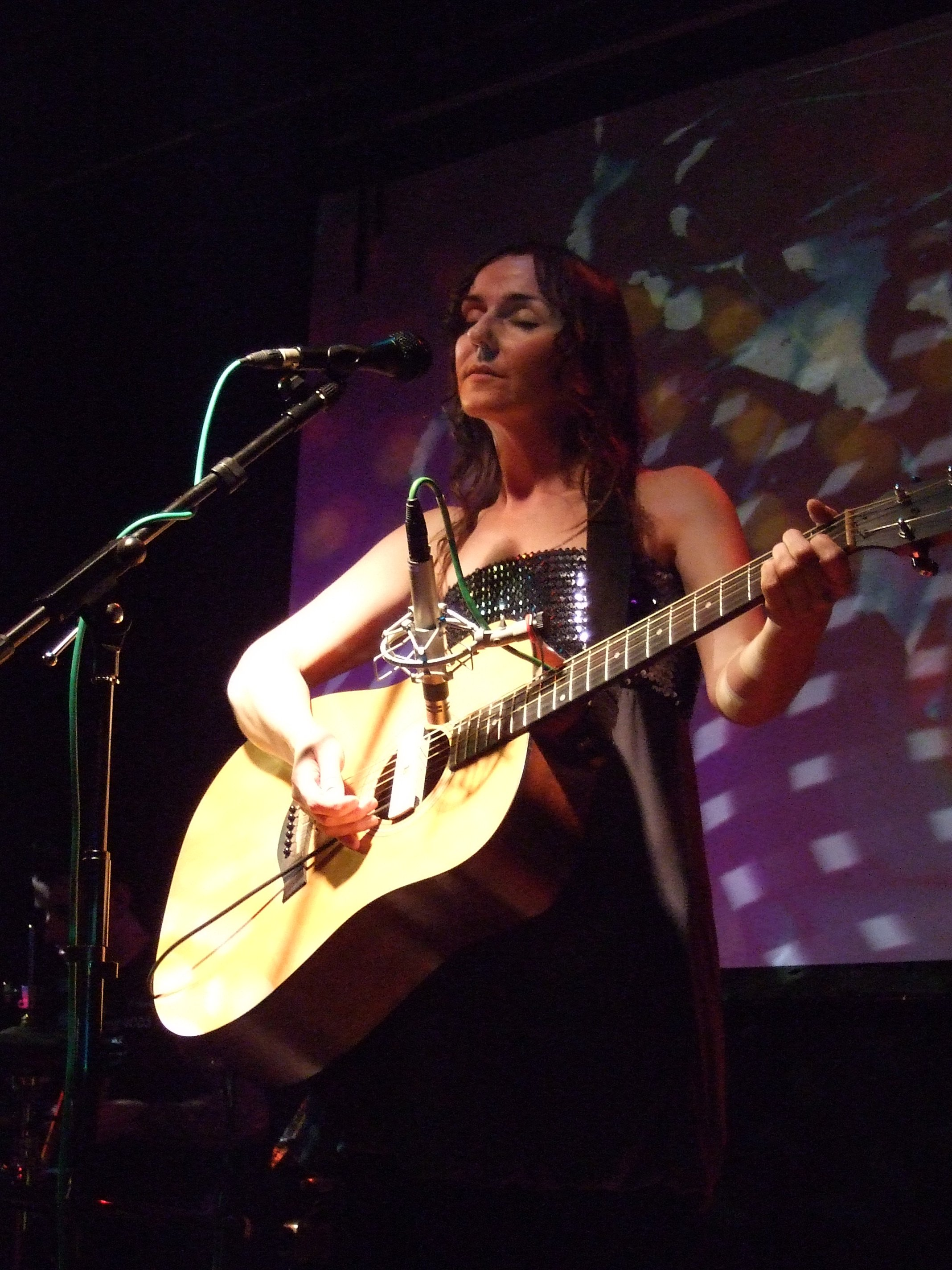
Alison Shaw, chanteuse du groupe, en concert en 2008.

Après une pause de quatre ans (1997-2001), Cranes revient avec une formation partiellement renouvelée. Les albums Future Songs (2001), et Particles and Waves (2004) bénéficient d'un bon accueil critique,. La musique est devenue plus douce et atmosphérique, intègre des synthétiseurs, bien loin des guitares saturées des premiers albums du groupe. Le dernier disque studio du groupe est également disponible sur le marché américain dans une version spéciale qui intègre en bonus un DVD de quelques titres live. À noter qu'à la suite du conflit avec la maison de disques (Dedicated), le groupe monte son propre label Dadaphonic pour auto-gérer sa distribution.
Entre ces deux albums, Cranes sort son Live in Italy en 2003. Par ailleurs, Alison Shaw participe au projet Trash Palace en 2002. Elle y interprète la chanson Your Sweet Love, chanson douce sur une belle nappe electro dans l'esprit des compositions (alors à venir) de Particles and Waves. Le morceau Astronauts de l'album Particles and Waves sert de fond musical à la publicité pour American Express dans laquelle joue Kate Winslet. Le morceau-titre de l'album est chanté en français.
En janvier 2007, le groupe met en vente un extrait de son concert au Paradiso d'Amsterdam en 1991. Cet enregistrement est uniquement disponible sous la forme numérique et ne peut être acheté que sur internet. Sept morceaux sont disponibles, dont l'inédit Slow Song. Plus tard, les vidéoclips destinés à la promotion des singles ne sont toujours pas disponibles en DVD (ni même en VHS d'ailleurs). À la suite du conflit avec Dedicated, qui demande beaucoup trop d'argent, le groupe ne peut pas proposer une compilation de ses vidéoclips. En 2008, le groupe publie son album homonyme.
En juillet 2013, le groupe annonce sur sa page Facebook qu'il travaille sur un nouvel album mais ne donne pas de nouvelles de ce projet dans les années suivantes.

## Membres

### Membres actuels
- Jim Shaw - guitare, chant occasionnel (depuis 1989), batterie (1989-1996)
- Alison Shaw - chant, basse occasionnel (depuis 1989)
- Paul Smith - basse, guitare, claviers (depuis 1997)
- Jon Callender - batterie (depuis 1999)

### Anciens membres
- Mark Francombe - guitare, basse, claviers (1990-1999)
- Matt Cope - guitare (1990-1996)
- Manu Ros - batterie (1996-1999)

## Discographie

### Album live
- 2003 : Live in Italy

### EP
- 1990 : Inescapable
- 1990 : Espero
- 1991 : Adoration
- 1991 : Tomorrow's Tears
- 1993 : Jewel
- 1993 : Forever Remixes
- 1994 : Shining Road
- 1997 : Can't Get Free
- 1997 : EP Collection, Vol. 1 and 2
- 2002 : The Moon City / It's a Beautiful World
- 2002 : Submarine